# Штајнфелд (Мекленбург)
Штајнфелд (њем. Steinfeld) општина је у њемачкој савезној држави Мекленбург-Западна Померанија. Једно је од 59 општинских средишта округа Бад Доберан. Према процјени из 2010. у општини је живјело 581 становника. Посједује регионалну шифру (AGS) 13051075.

## Географски и демографски подаци
Штајнфелд се налази у савезној држави Мекленбург-Западна Померанија у округу Бад Доберан. Општина се налази на надморској висини од 49 метара. Површина општине износи 13,5 km². У самом мјесту је, према процјени из 2010. године, живјело 581 становника. Просјечна густина становништва износи 43 становника/km².